# 仙台 - 佐沼線
仙台 - 佐沼線（せんだい - さぬません）は、宮城県仙台市と登米（とめ）市迫町佐沼を結ぶ高速バスである。

## 概要
過去には宮城交通の佐沼高校 - 古川 - 仙台の急行便があったが、高速道路経由でなく乗客減少で廃止となった。その後、宮城交通は仙台 - 気仙沼間特急バス（運転免許センター・東北道経由）を改めて設定し佐沼を経由していたが、若柳金成IC - 千厩経由（当時は停車せず）に経路変更して以来仙台へ直通するバスはなかった。鉄道を利用するにしても新田駅（迫町の代表駅）または瀬峰駅 までバスやマイカーで向かい仙台へ出発していたものの、佐沼からは距離があり、利便性に欠けて いた。
そこへ2004年5月、東日本急行が仙台 - 佐沼線を開設した。当初は仙台宮城IC - 築館ICを高速利用（築館町内は経由せず）し、新田を通り迫町役場（現登米市役所）までノンストップであった。東日本急行の単独運行で、佐沼での夜間滞泊は迫町役場ではなく、縣北整備（旧仙北鉄道の関連会社）の一角を借用していた。
2005年1月16日、ダイヤ改正が行われ栗原市若柳（七十七銀行若柳支店前）を経由し若柳金成ICより高速利用に変更、また一部便の迫町役場 - 新田サンクチュアリセンターへの路線延長が行われた（現在同区間は廃止）。同時に佐沼側の事業者として宮交登米バス（当時）が参入し共同運行することとなり、東日本急行の佐沼夜間滞泊は消滅した。日中の休憩場所も迫町役場から宮交登米バス本社に変更となったが、路線延長は行われず回送での入庫となっている。
路線名「仙台 - 佐沼線」は、本来なら他系統のように行先は自治体名（登米市）となるが、市街地中心部（佐沼）を行先としている。これは同じ登米市内(開設当時･登米郡)に「登米（とよま）」があり、それと混同を避けるためであるほか、旧町名の「迫」も一迫と混同のおそれがあること、迫という旧町名より、旧々町名で広域地名としての「佐沼」の認知度が高いことにもよる。登米行の高速バスも「とよま」行として、別系統であることを強調している。
現在は、登米市（佐沼）と仙台を乗り換えなしで直結する交通機関としての地位を確立している。2010年には開業以来の利用者数が50万人を突破した。

## 運行会社
- 東日本急行
- ミヤコーバス（佐沼営業所担当／2006年12月まで宮交登米バス）

## 運行経路
仙台駅前（旧さくら野前31-2番） - （下り）広瀬通一番町 / （上り）電力ビル前 - （仙台西道路） - （仙台宮城IC） - （東北自動車道） - （若柳金成IC） - 若柳くりでん資料館前 - 若柳総合支所前 - 登米市役所前

## 運行回数
- 1日8.5往復（下り9本、上り8本。東日本4.5、ミヤコー4）。

## 運賃
2024年10月1日からの通常運賃。
- 仙台 - 登米市役所前間：大人片道1,600円
- 仙台 - 若柳間：大人片道1,500円
- 回数券（若柳・佐沼共通）：（2枚綴り）2,800円・（10枚綴り）13,000円

## 歴史
- 2004年（平成16年）5月1日 - 運行開始（東日本急行単独で1日8往復）。当時の経路は仙台宮城IC～築館IC間東北自動車道経由。
- 2005年（平成17年）
  - 1月16日 - 若柳金成IC経由に変更、若柳に停留所を新設（七十七銀行若柳支店前）。宮交登米バス（当時）参入当時の車両

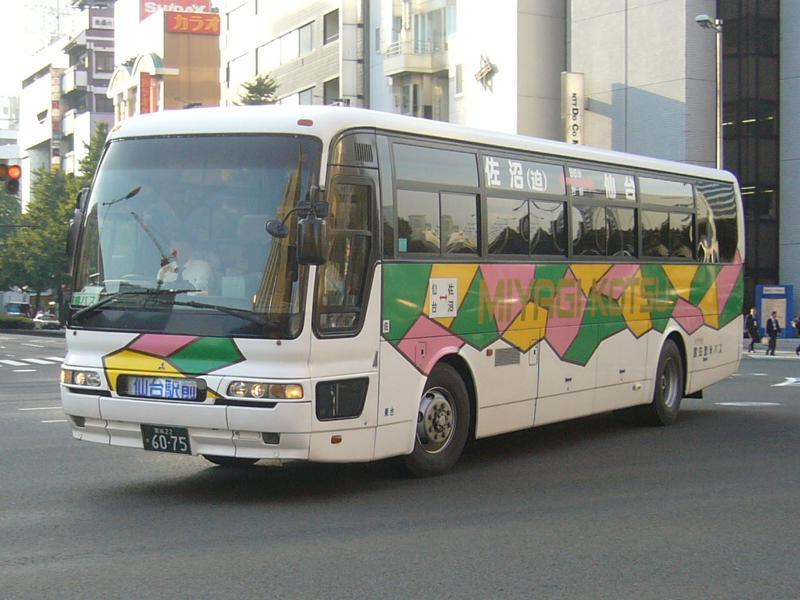
宮交登米バス（当時）参入当時の車両

  - 7月1日 - 宮交登米バス（当時）が参入、1日14往復（東日本8、ミヤコー6）に増便。一部（5往復）を新田サンクチュアリーセンターまで延長。停留所追加（若柳総合支所前）。
- 2006年（平成18年）4月1日 - 登米市役所前 - 新田サンクチュアリーセンター間を廃止。
- 2007年（平成19年）8月20日 - 1日16往復に増便、運賃改定（大人片道・往復とも各100円値上げ）。
- 2010年（平成22年）
  - 4月1日 - 東日本急行便1往復をミヤコーバス担当に振り替え、時刻を変更。
  - 8月21日 - 利用50万人突破を記念し、同年12月19日までの土休日に限り利用できる2枚綴り回数券を1,700円で発売[4]。
- 2011年（平成23年）
  - 3月16日 - 同年3月11日に発生した東北地方太平洋沖地震の影響により運休していたが、この日より各社2往復ずつ運行を再開。
  - 3月18日 - 三陸自動車道通行止めのため運休した仙台 - とよま線代替のため、東日本急行便の運行区間が仙台駅前 - 登米市役所前 - とよま総合支所前間に延長（同年4月15日まで）。
  - 12月1日 - 9枚綴り回数券（10,000円）の発売・使用を開始。
- 2013年（平成25年）12月1日 - この日発売分の回数券より有効期限を設定（2015年3月31日まで、以降適宜更新）。
- 2014年（平成26年）4月1日 - 運賃改定。2枚綴り回数券の発売額を変更。7枚綴り回数券を新設、9枚綴り回数券を廃止[6]。
- 2015年（平成27年）4月1日 - 栗原市若柳地区内の経路変更に伴い、七十七銀行若柳支店前バス停を廃止、若柳くりでん資料館前バス停を新設[7]。
- 2019年（令和元年）10月1日 - 運賃改定。7枚回数券を廃止、6枚回数券を新設[8]。
- 2020年（令和2年）
  - 5月1日 - 新型コロナウイルスの影響により、この日より同年5月10日まで（のち同年6月15日まで延長）8往復（各社4往復ずつ）を運休[9]。
  - 6月16日 - この日より一部便（4往復、各社2往復ずつ）の運行を再開[10]。
- 2021年（令和3年）6月1日 - 東日本急行担当の下り2便をとよま明治村へ延伸。
- 2022年（令和4年）
  - 3月1日 - 運賃改定[11][12][13]。
  - 9月23日 - この日より同年12月4日までの「木下大サーカス 仙台公演」開催期間限定で、一部便を仙台医療センター入口（到着便は宮城野原駅・仙台医療センター前）まで延伸[14]。
- 2023年（令和5年）
  - 1月9日 - 上り便の降車バス停を広瀬通一番町から電力ビル前に変更[15][16]。
  - 6月16日 - 東日本急行便（一部）のとよま明治村延伸を廃止。
- 2024年（令和6年）10月1日 - 運賃改定[17]。
- 2025年（令和7年）1月3日 - 1日8.5往復に減便[18][19]。